# Pseudoderopeltis spectabilis
Pseudoderopeltis spectabilis es una especie de cucaracha del género Pseudoderopeltis, familia Blattidae.

## Distribución
Esta especie se encuentra en Etiopía.